# Munem Wasif
Munem Wasif (en bengali মুনেম ওয়াসিফ), né le 11 avril 1983, est un photographe bangladais, représenté par l’Agence VU depuis 2008.

## Ouvrages
- Larmes salées /Salty Tears, Images Plurielles, France 2011  (ISBN 978-2-919436-01-9)
- Street photography now, Thames & Hudson, Angleterre 2010  (ISBN 9780500289075)
- Under the Banyan Tree, Pathshala, Bangladesh 2010  (ISBN 978-984-33-3444-2)
- Belonging, Éditions C. de la Feronnière (2013) (160 p.)
- Bangladesh Standing on the Edge, CDP Éditions, France 2008  (ISBN 978-2351300220) (56 p.)